# Baïge

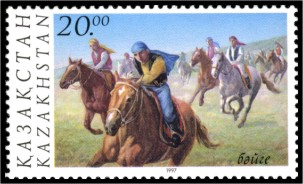
Timbre du Kazakhstan sur le Baïge, 1997.

Le Baïge (kirghize : байге; kazakh, tatar et bachkir : бәйге /bæjˈge/; ouzbek : Poyga) est une des plus anciennes et plus populaires courses montées parmi les peuples turcophones (Altaïens, Bachkirs, Kazakhs, Kirghizes, Tatars et Ouzbeks).
Le baïge est une course au galop en terrain accidenté sur une longue distance (5 à 15, voire autrefois plus de 50 km), dans laquelle l'habileté tactique du cavalier joue un rôle crucial. Son origine est liée à la vie quotidienne nomade, pour laquelle la préparation des chevaux à des longs trajets est indispensable. De nos jours, elle est pratiquée en hippodrome. Parfois, le baïge prend la forme d'une poursuite d'un cavalier, auquel on a d'abord laissé prendre de la distance par rapport au peloton.

## Types de baïge

### Baïge Alaman
Le Baïge Alaman est une course sur terrain accidenté sur longue distance. Seuls des chevaux vieux de 3 ans et plus peuvent y prendre part. Il n'y a pas de norme quant à la distance à parcourir. Au Kazakhstan, la distance habituelle est située entre 21 et 31 km. Très rarement, des courses de 50 et 100 km sont organisées.
Ce type de course est conçu pour des chevaux endurants, c'est pourquoi on n'utilise pas en pratique des chevaux de race (purs sangs anglais, arabes, turkmènes et autres). Les chevaux utilisés sont des races locales du Kazakhstan et du Kirghizistan.
Vladimir Dahl, dans la nouvelle Bikeï et Maoulina (1836) précise :

« Lors des courses, les Kazakhs parcourent des distances habituellement comprises entre 30 et 50 verstes ; sur ces distances, les coursiers franchissent une verste (1 067 m) en une minute et demie, parfois plus vite, jusqu'à une minute et vingt secondes. »

Des temps de parcours similaires ont été reportés lors de courses au sein de la Horde de Boukeï en 1881 (1 minute et 37 secondes) et lors de la Grande Alaman-Baïge de Kitchi-Keminsk (kirghize : Кичи-Кеминский, renommé depuis 2006 Kichi Kyemin kirghize : Кичи-Кемин, dans le district de Kemin) en 1912 (1 minute et 35 secondes, selon les annales officielles de l'Empire russe).
L'Alaman-baïge est surtout populaire au Kazakhstan et au Kirghizistan.

### Baïge Kounan
Cette course implique des poulains de deux ans. La course se fait habituellement sur une vingtaine de kilomètres.
Au programme des XXIIIe Jeux équestres des kolkhozes, sovkhozes et haras de l'Union Soviétique de 1980, par exemple, était inscrite une course de baïge sur une distance de 6 000 mètres pour les enfants sur chevaux non sellés.

### Taj Baïge
Cette course implique des poulains d'un an. La longueur de la course est d'une dizaine de kilomètres. Cette course est pratiquée par des enfants montant à cru.

## Compétitions
Au Kirghizistan, la fête d'At Chabysh est toujours l'occasion d'organiser des baïges. Au Kazakhstan, un renouveau des baïge est observé depuis 1990[réf. souhaitée].
Des baïges officiels, c'est-à-dire sur de longues distances, sont organisées plusieurs fois par an au Kazakhstan à l'hippodrome Alaman dans le village de Kokbastau de l'Oblys d'Almaty, à l'hippodrome Taldykourgan à Taldykourgan, dans le nouvel hippodrome du village de Raïymbek du district de Karasaï, et dans d'autres hippodromes. Des baïge non officielles ont lieu plus fréquemment, et chaque festivité - noce, jour férié, ... - peut être prétexte à l'organisation d'un baïge.
Les courses peuvent rassembler plus d'une centaine de chevaux. Elles ont lieu à partir de Norouz, au printemps, en automne, et aussi en été dans les pays où il ne fait pas trop chaud.
Habituellement, environ un mois avant la date fixée pour la course, le prix réservé au gagnant est annoncé. Il arrive fréquemment que ce soit une automobile, mais parfois les organisateurs proposent une somme d'argent.
Les conditions de participation à un baïge sont beaucoup moins drastiques que pour une course classique. Il n'est pas nécessaire de s'acquitter de droits de participation, et le pedigree du cheval importe peu.
Le baïge fait partie des disciplines des Jeux mondiaux nomades.

## Montures
Les chevaux de course doivent avoir fait l'objet d'une préparation pour pouvoir supporter un galop d'aussi longue durée. L'épreuve est en effet très difficile, et il arrive fréquemment que certains chevaux meurent pendant la course.
Le débourrage est effectué très tôt, parfois dès 6 mois, et en général avant deux ans. Un soin tout particulier est accordé au dressage et à l'alimentation des chevaux destinés à la course ; la sudation des chevaux est un critère important pour déterminer si un étalon est prêt à la course.